# Doña Lupe
Doña Lupe este un film de scurt metraj de groază din 1985, scris și regizat de Guillermo del Toro. Este al nouălea scurtmetraj al lui del Toro, deși primele opt nu au fost lansate. Del Toro a filmat Doña Lupe la vârsta de 19 ani; criticii au remarcat că filmul „se simte ca opera unui artist amator care începe să-și învețe meseria”.
În 2008, Doña Lupe a avut prima sa lansare comercială ca parte a colecției DVD Cinema 16: World Short Films⁠(d). În comentariul audio, del Toro își cere scuze pentru calitatea proastă a filmului și povestește anecdote din timpul producției sale tulbure.

## Prezentare
Polițiștii Bienvenido și Chato închiriază camere într-o casă deținută de Doña Lupe, o femeie în vârstă cu dificultăți financiare. Doña Lupe nu are încredere în bărbați, dar le permite să rămână, deoarece are nevoie de bani. Când schimbă încuietorile și încep să introducă ilegal materiale suspecte în casă, Doña Lupe decide să ia măsuri drastice.

## Distribuție
- Josefina González de Silva ca Doña Lupe [4]
- Jose Luis Vallejo ca Bienvenido[4]
- Jaime Arturo Vargas - Chato[4]
- José Luis Vallejo ca Bienvenido Almereida[4]
- Jaime Arturo Vargas ca Javier "Chato" Cañedo[4]
- Hermilo Barba ca Don Jesús[4]
- Javier Cañedo ca Mongol[4]